# Assiette comtoise
Une assiette comtoise est une assiette composée, typique de la cuisine franc-comtoise, à base de charcuterie franc-comtoise, de pomme de terre et de cancoillotte.

## Composition
Une assiette comtoise est généralement garnie de jambon fumé, rondelles de saucisse de Montbéliard ou de saucisse de Morteau, pomme de terre en robe des champs, pot de cancoillotte, fromages franc-comtois (comté, morbier, raclette comtoise…), feuilles de salade verte, sauce vinaigrette, le tout servi généralement avec un vin typé du vignoble du Jura.

## Photographies

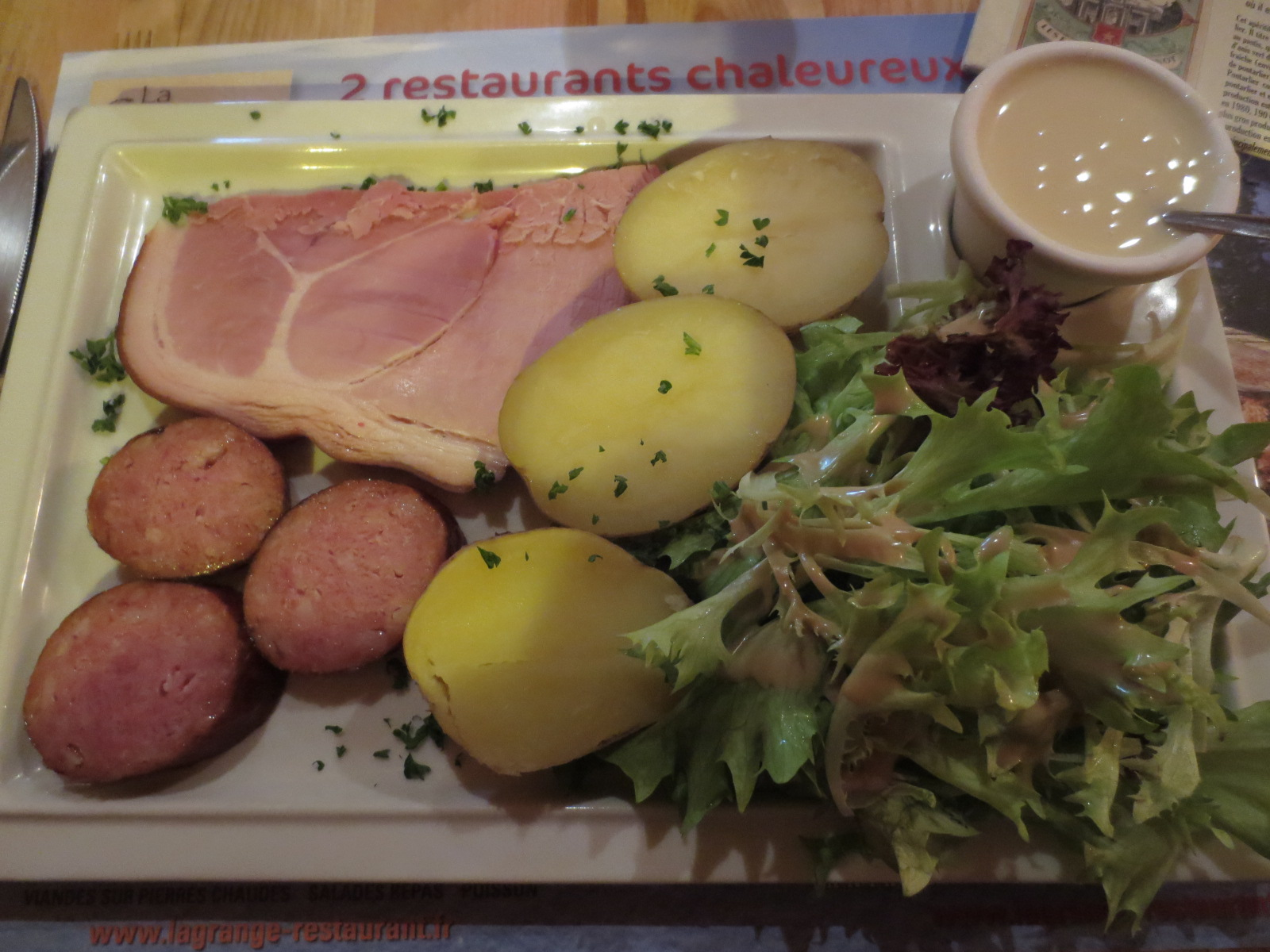
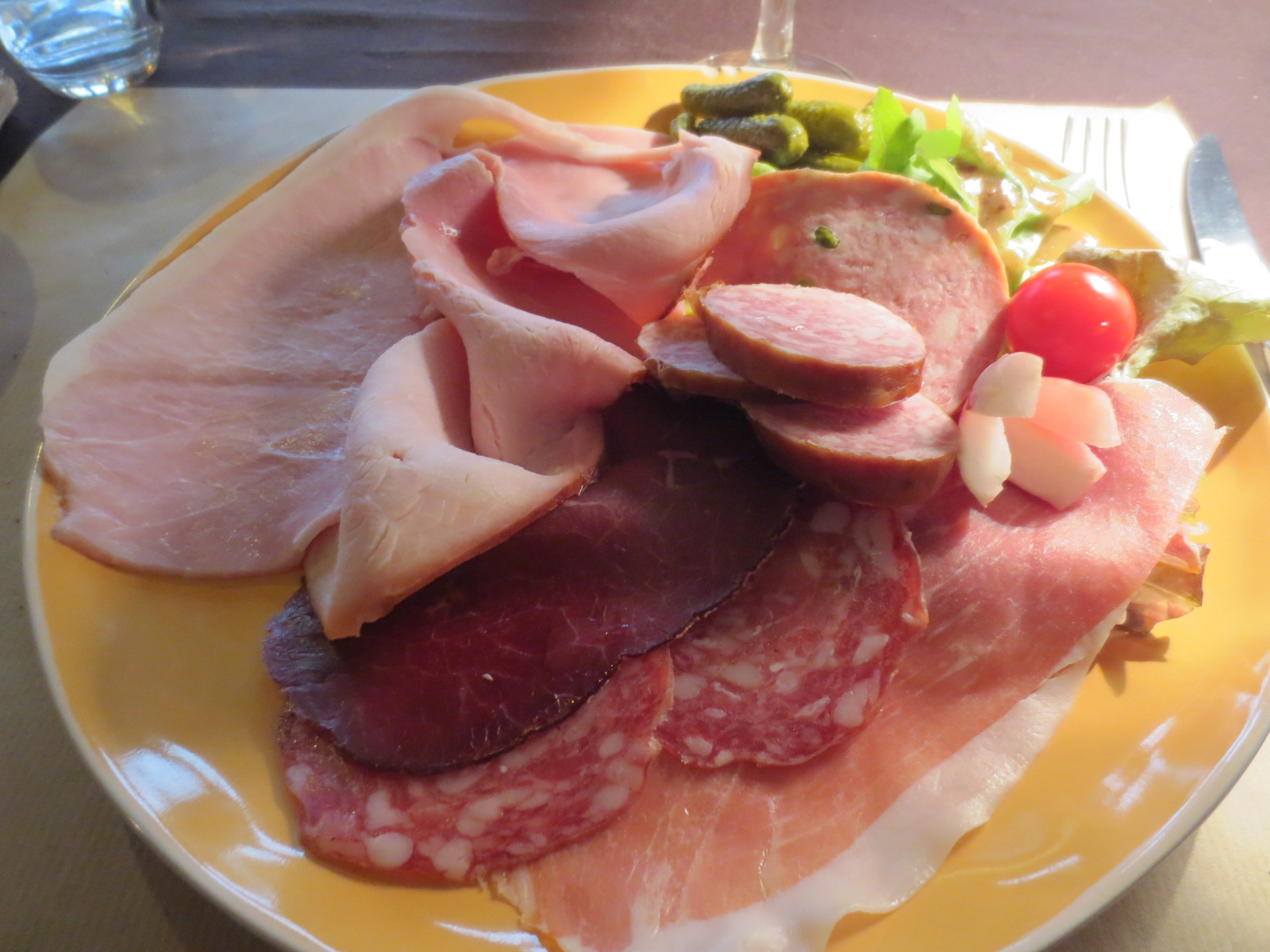
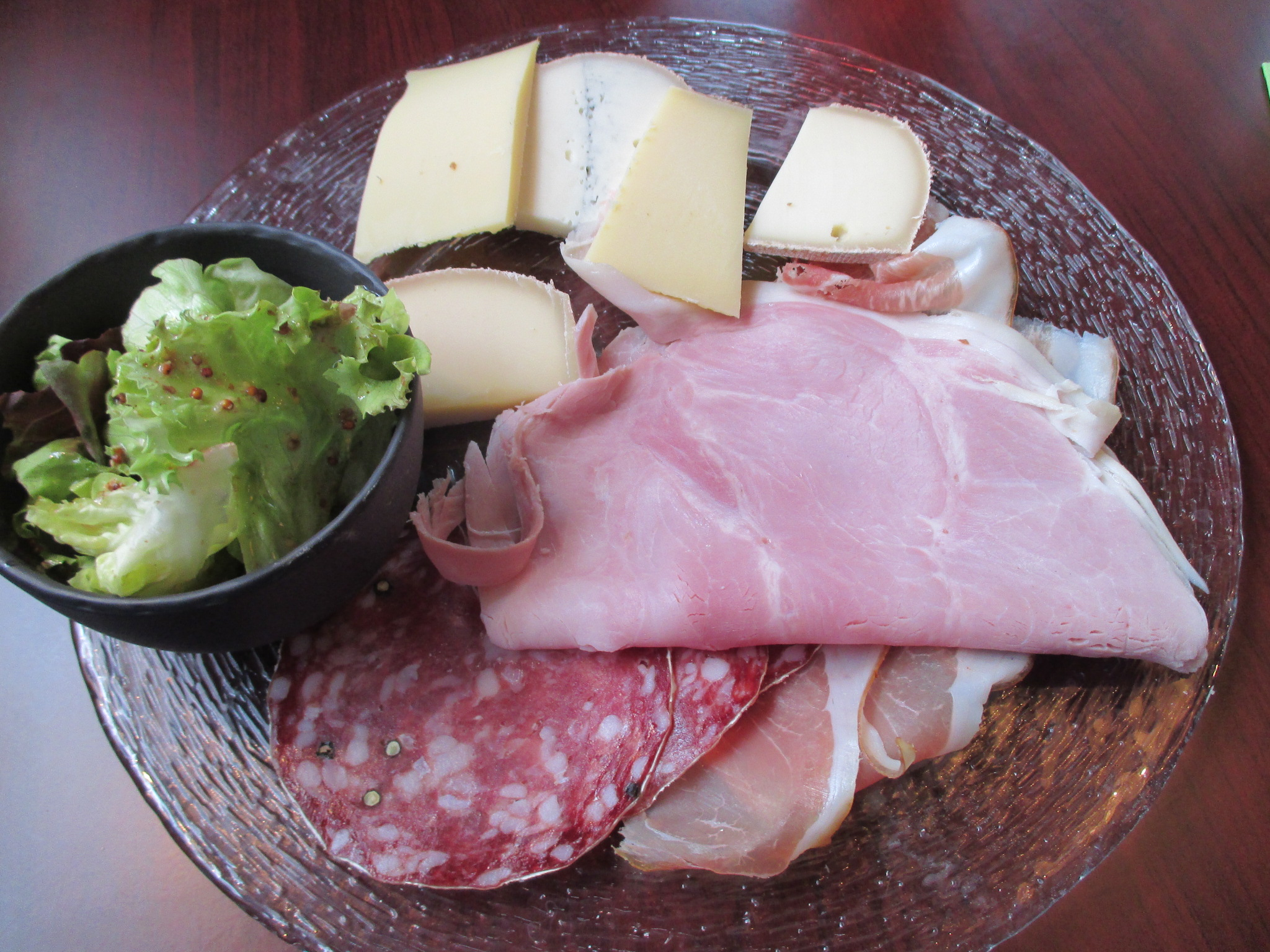
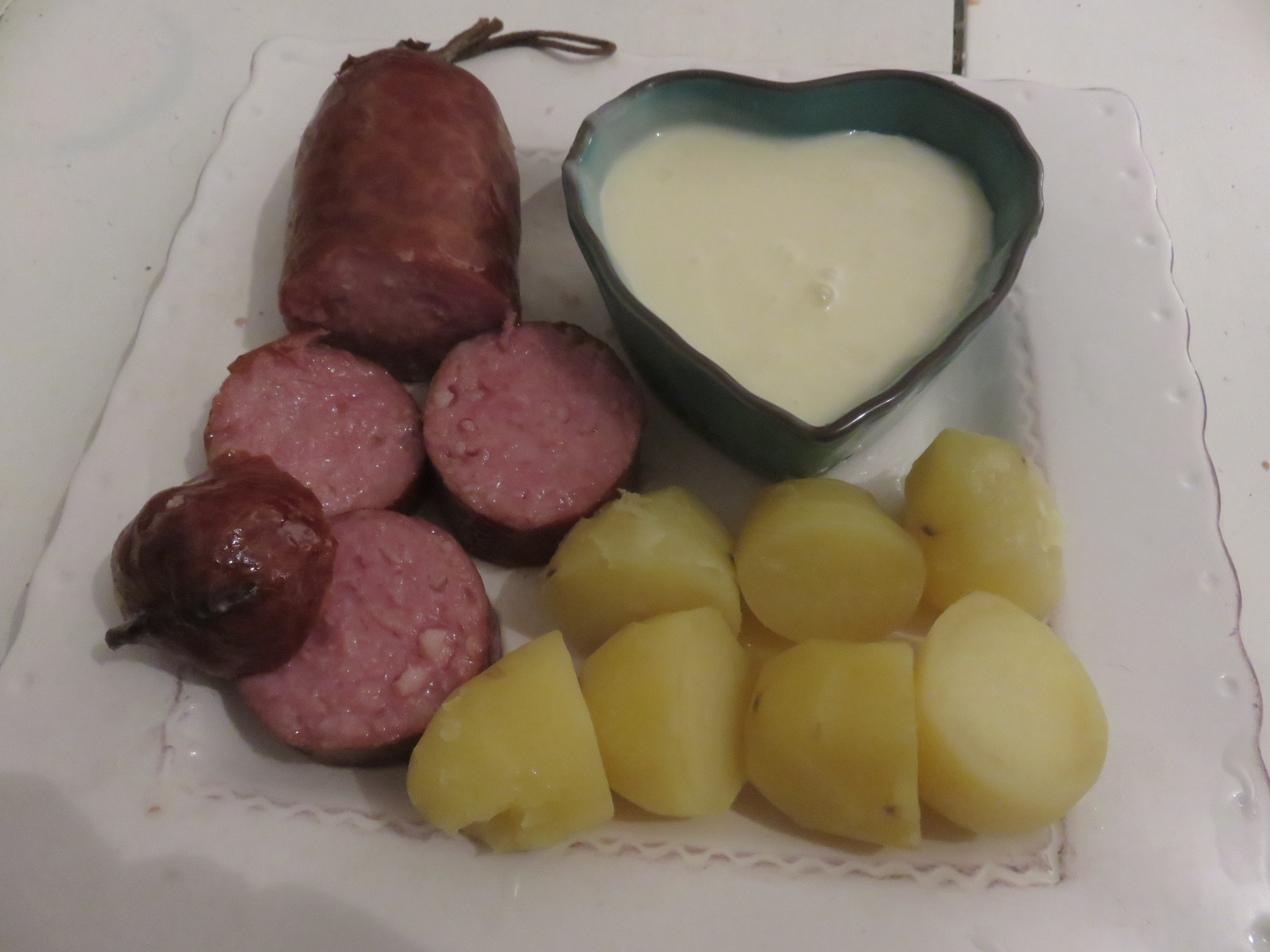

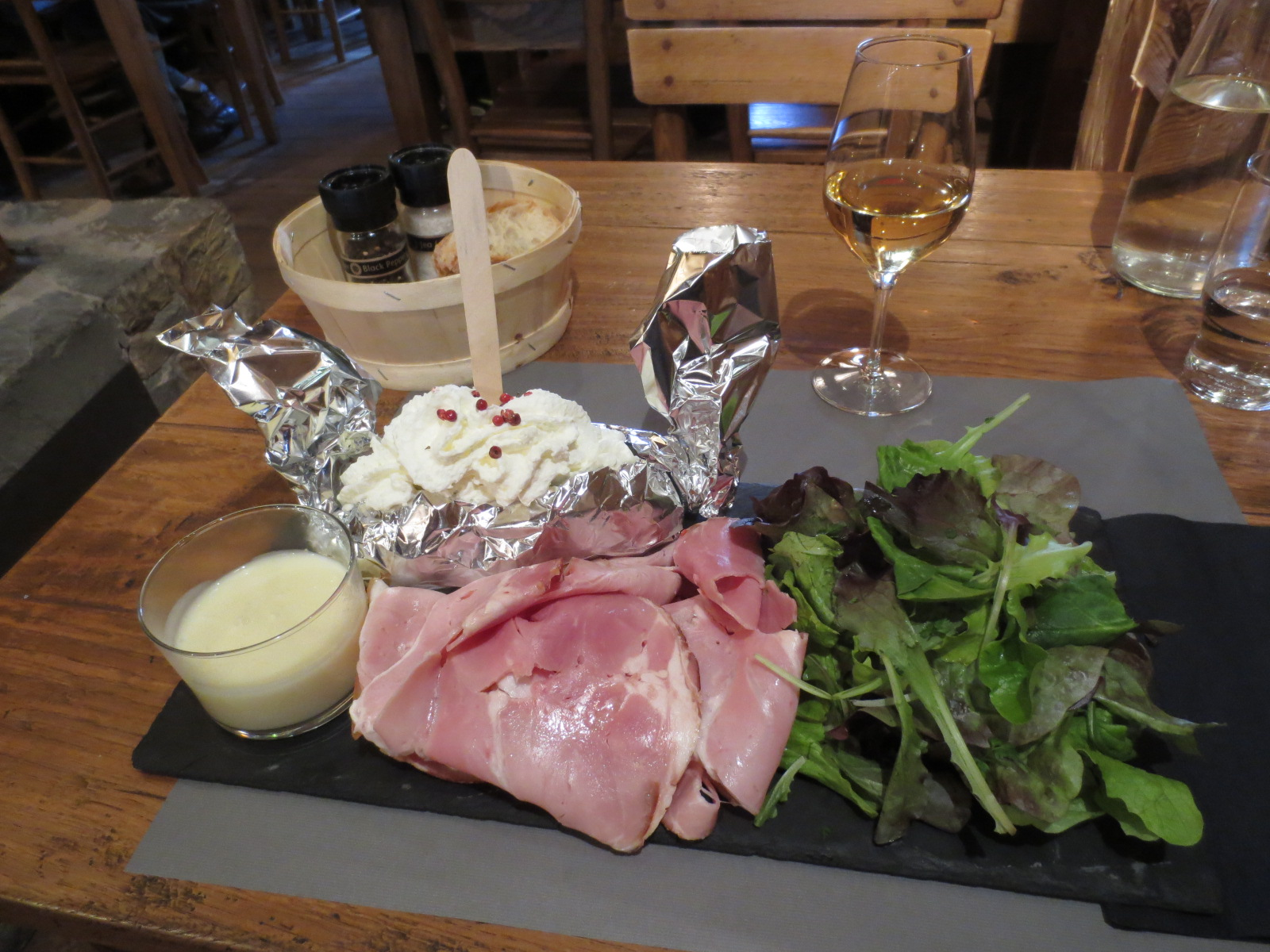
Variante originale avec pomme de terre en robe des champs à la crème chantilly.
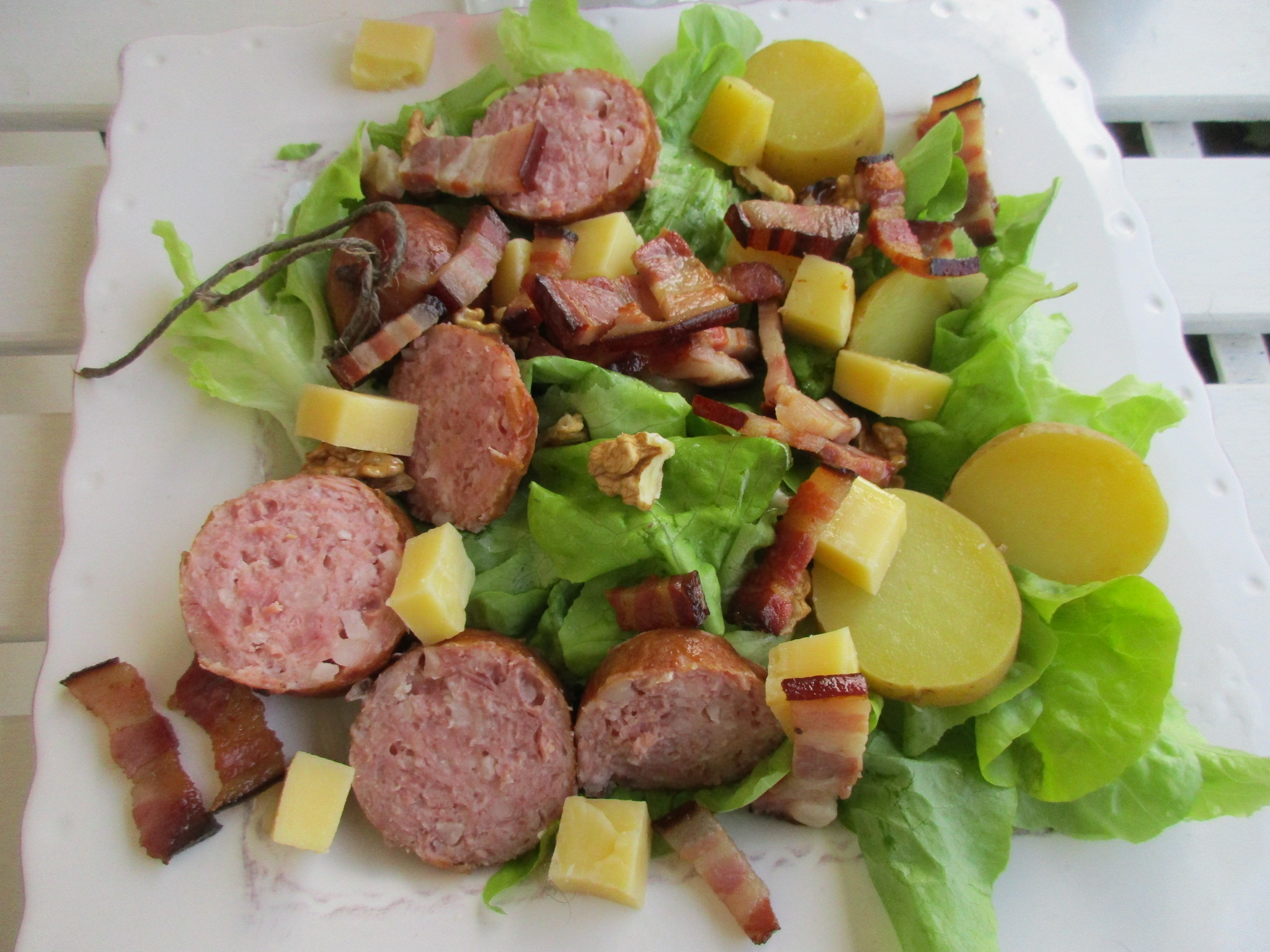
Salade comtoise (variante).
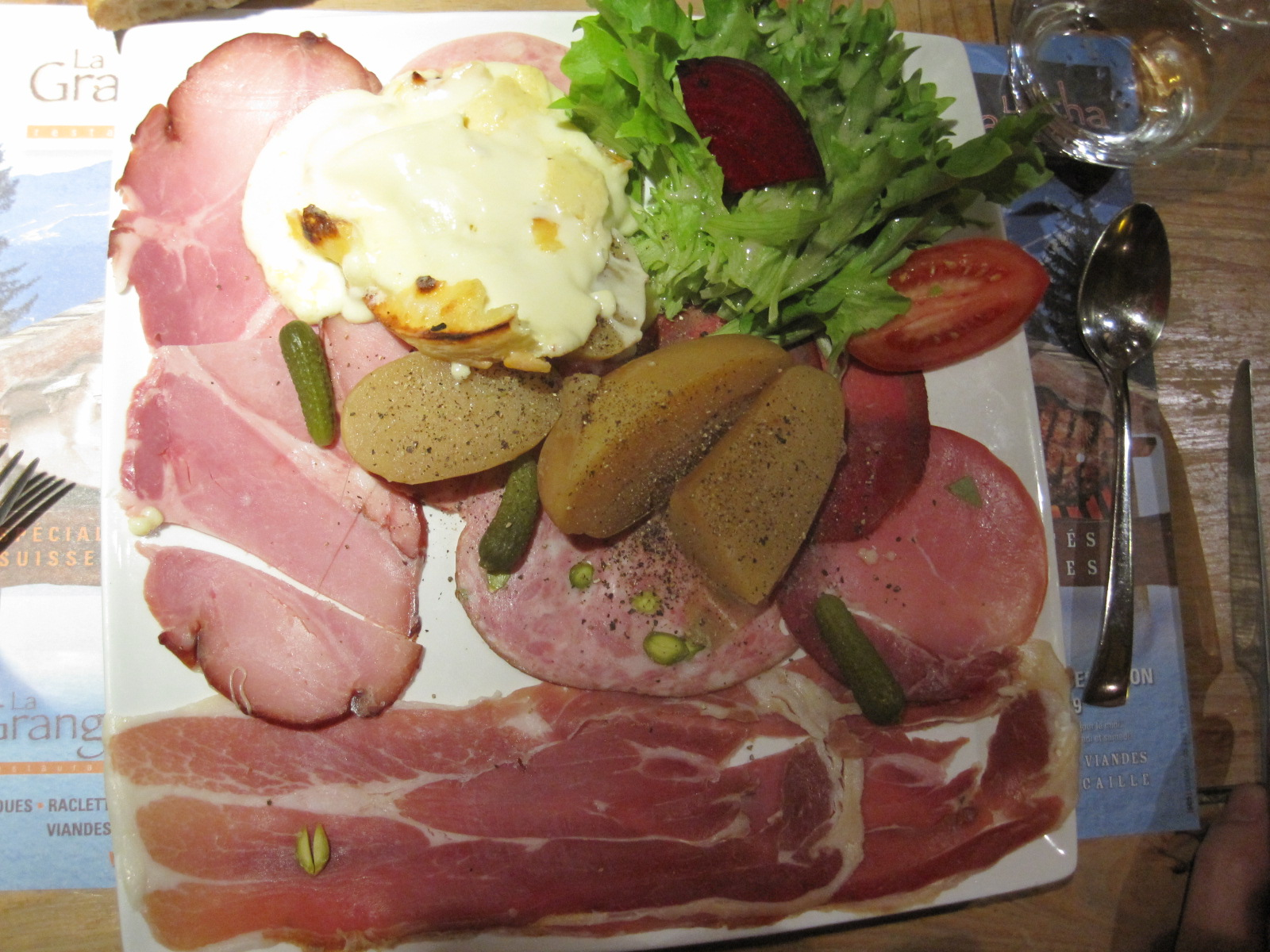
Raclette (variante).
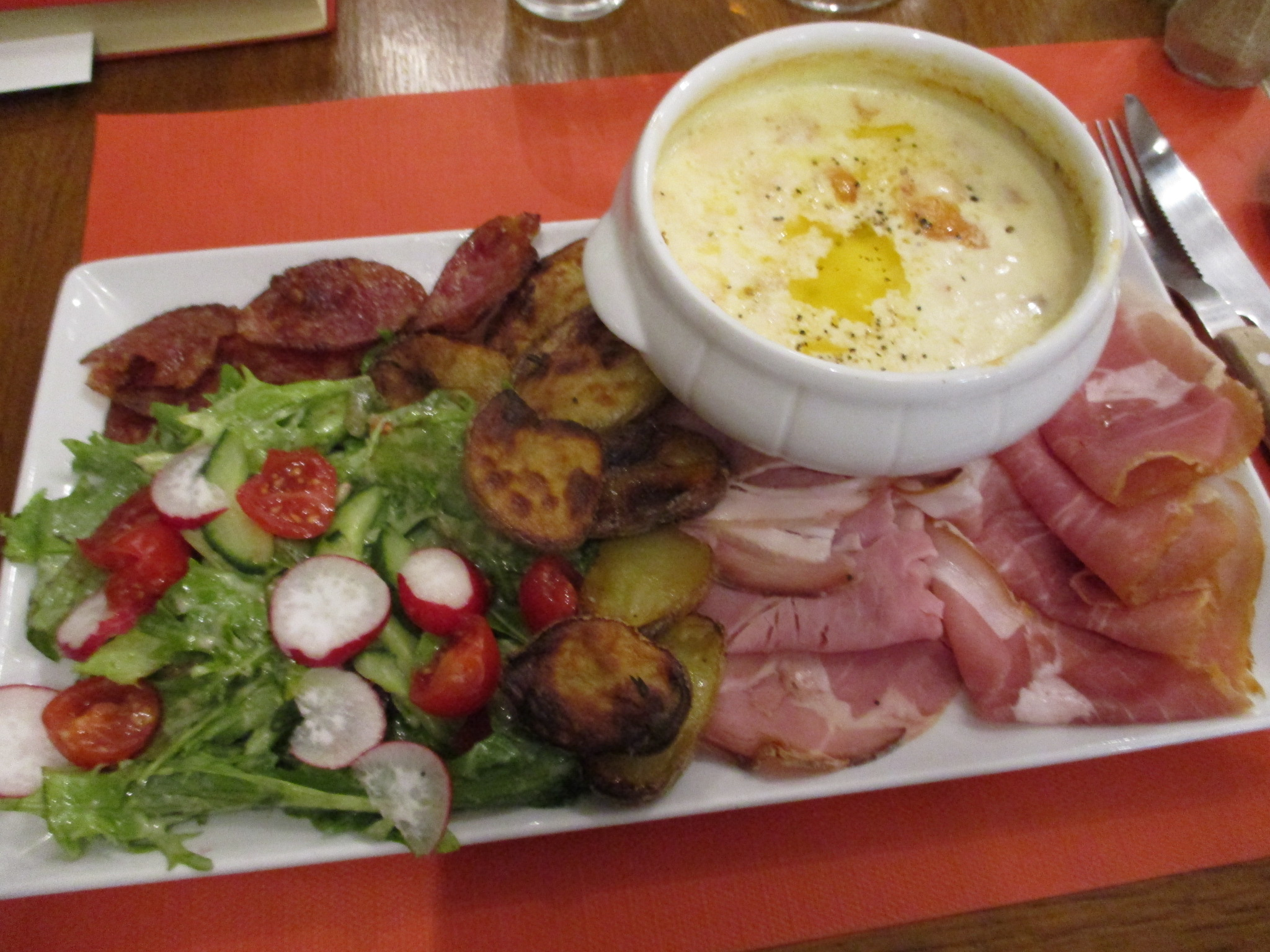
Mont d'Or chaud (variante).